# Lucien Raux
Pour les articles homonymes, voir Raux.
Lucien Raux, né le 18 janvier 1897 à Fresnes-sur-Escaut (Nord) et décédé le 10 novembre 1959 à Lyon (Rhône), est un homme politique français.

## Biographie
Ouvrier mineur dès l'âge de 12 ans, il se lance dans le syndicalisme. En 1921, il rejoint le parti communiste. En 1935, il est élu maire d'Onnaing.
Après un premier échec en 1932, il est élu député de la 1re circonscription de Valenciennes en 1936. Après la dissolution du Parti communiste, le 26 septembre 1939, il rejoint le groupe de l'Union populaire française. Il fait partie des élus communistes qui n'ont pas été déchus de leur mandat. Le 10 juillet 1940, il vote les pleins pouvoirs au maréchal Pétain.

## Sources
- « Lucien Raux », dans le Dictionnaire des parlementaires français (1889-1940), sous la direction de Jean Jolly, PUF, 1960 [détail de l’édition]